# Vukova glavica (arheološko nalazište)
Vukova glavica, arheološko nalazište u selu Glavicama na istoimenoj glavici, zaštićeno kulturno dobro

## Opis dobra
Na vrhu Vukove glavice nalazi se veći stećak u obliku križa – križina. Na padinama uzvisine i oko križine, najvjerojatnije se nalazi kasnosrednjovjekovno groblje koje se može datirati od 14. do početka 16. stoljeća. Naime, između raslinja, dijelom prekriveni zemljom, zapažaju se neobrađeni kameni blokovi i nekoliko kamenih ploča postavljenih okomito u zemlju, te se opravdano može pretpostaviti da je riječ o kasnosrednjovjekovnom groblju formiranom oko velike križine na vrhu Vukove glavice. U podnožju istočne padine nalaze se dvije pravokutne nadzemne kamene konstrukcije (oblika sanduka) prekrivene velikim obrađenim kamenim pločama. Jedna ploča je ukrašena pravilno uklesanim motivom latinskog križa. Pretpostavlja se kako je riječ o kosturnicama izrađenim od neobrađenog većeg kamena u dva reda i prekrivenim sekundarno iskorištenim nadgrobnim pločama. Arheološko nalazište Vukova glavica u selu Glavice kod Sinja nije istraženo te treba osigurati provedbu zaštitnih arheoloških istraživanja.

## Zaštita
Pod oznakom P-4526 zavedena je kao nepokretno kulturno dobro - pojedinačno, pravna statusa preventivno zaštićena kulturnog dobra, klasificirano kao "arheološka baština".